# George Joseph Laurent Lambert
George Joseph Laurent Lambert (Arràs, Pas de Calais, 1779 - Dijon, Borgonya, 1852) fou un compositor francès.
Als disset anys fou contractat com a director d'orquestra d'una companyia ambulant i el 1805 fixà la seva residència a París, dedicant-se a l'ensenyança del cant.
A més, de nombroses romances, que tingueren molta acceptació en el seu temps, és autor de tres quartets molt notables i de diverses composicions religioses.